# El Aguacate, Zitácuaro
El Aguacate är en ort i Mexiko.   Den ligger i kommunen Zitácuaro och delstaten Michoacán de Ocampo, i den södra delen av landet, 130 km väster om huvudstaden Mexico City. El Aguacate ligger 2 058 meter över havet och antalet invånare är 229.
Terrängen runt El Aguacate är huvudsakligen kuperad, men österut är den bergig. Runt El Aguacate är det ganska tätbefolkat, med 90 invånare per kvadratkilometer. Närmaste större samhälle är Heróica Zitácuaro, 2,8 km nordväst om El Aguacate. I omgivningarna runt El Aguacate växer i huvudsak blandskog.